# Aufstand der Maillotins

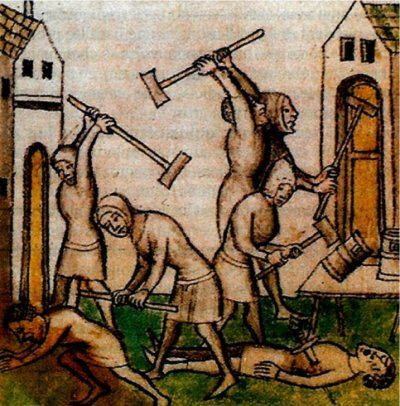
Aufstand der Maillotins in Paris (zeitgenössische Darstellung)

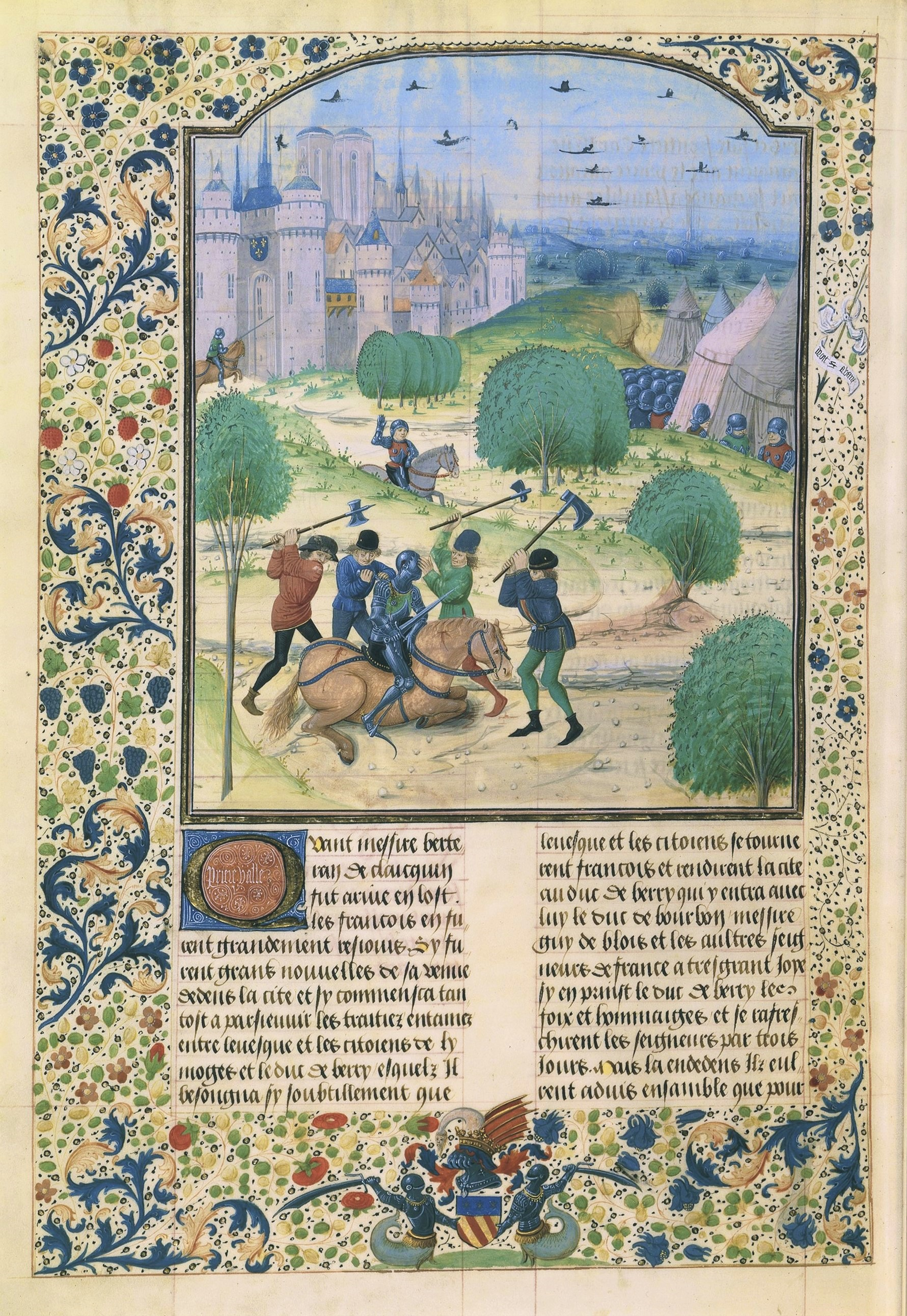
Ein Ritter wird von aufständischen Bauern erschlagen (Jean Froissart)

Der Aufstand der Maillotins war gegen die Steuerpraxis im 14. Jahrhundert in Frankreich gerichtet. Er brach am 1. März 1382 in Paris aus und endete am 10. März. Seinen Namen erhielt der Aufstand von den Bleischlägeln (Maillets de plomb), mit denen die aufgebrachte Menge auf das Hôtel de Ville einstürmte. Die Aufständischen wurden les Maillets genannt, woraus sich les Maillotins entwickelte.

## Ursachen und Verlauf
Seit den 1340er Jahren hatte sich die Steuerpolitik als problematisch erwiesen. Die Missstände konnten weder bei den Generalständen von 1356 noch durch die Niederschlagung der Jacquerie (1358) beseitigt werden. Vor allem gegen Ende seiner Regierungszeit betrieb Karl V. (1338–1380) Reformpolitik, daher war es keine Überraschung, als er 1380 auf dem Sterbebett die Fouage verbot. Dabei handelte es sich um eine Besteuerung per Haushalt.
Nach dem Tod Karls V. erwartete das Volk, dass sein Nachfolger Karl VI. (1368–1422) die Aides (wörtlich ‚Hilfen‘) einstellen würde. Dabei handelte es sich um Steuern, die in den Généralités, den Hauptstädten der historischen Provinzen, auf verschiedene Güter und Transportmittel erhoben worden waren, um das Lösegeld für Johann II. (1319–1364) zusammenzubringen. Johann war 1356 in Gefangenschaft geraten. Obwohl er 1364 verstorben war, waren die eigentlich auf sechs Jahre beschränkten Aides nicht eingestellt worden. Die Onkel des zwölfjährigen Karl VI. übten während der Regierung der Herzöge (1380–1388) die Herrschaft für ihn aus. Sie erhöhten die Steuern und in den Généralités brachen Aufstände aus. 1379 rebellierten die Städte des Languedoc. Als die Generalstände im Februar 1381 die Wiedereinführung der Fouages beschlossen, rebellierten die Städte des Languedoc erneut. Am 24. Februar 1382 rebellierten die Einwohner von Rouen in der Normandie, nachdem eine Aide und die Salzsteuer erhöht worden waren. Am 1. März 1382 rebellierten Paris und verschiedene andere Städte.
Die Aufständischen plünderten das Rathaus und verschiedene Stadthäuser wohlhabender Bürger. Die Notabeln waren in einer schwierigen Lage zwischen den Aufständischen und dem Unterhändler der Regierung, Enguerrand VII. de Coucy (1339–1397). Der Prévôt des marchands war deshalb geflohen. Schließlich bezahlten die Notabeln eine Summe von 80.000–100.000 Francs an den Unterhändler und beendeten so den Aufstand.
Die Bestrafung der Pariser erfolgte erst ab dem 11. Januar 1383, als der König und seine Onkel mit ihrem Heer in die Stadt einzog. Per Dekret wurden am 27. Januar die städtischen Freiheiten eingeschränkt. Der Prévôt des marchands wurde nicht verboten, aber alle bürgerlichen Vereine und Versammlungen wurden verboten, wodurch kein neuer Prévôt des marchands gewählt werden konnte. Mehrere Personen wurden hingerichtet, die oft schon in fortgeschrittenem Alter und nicht am Aufstand beteiligt gewesen waren. Dazu gehörte auch Jean Desmarets (auch Jean Des Marès genannt), der Generalanwalt des Parlement von Paris. Er war ein Berater Karls V. gewesen.
Es brauchte das Geschick des Garde de la Prévôté des marchands Jean Jouvenel, der 1389 ernannt wurde, um die Privilegien der Pariser nach und nach zurückzuerlangen. Die Prévôté des marchands wurde 1412 unter der Herrschaft der Bourguignons wiederhergestellt.